# St. Thomas (Newfoundland en Labrador)
St. Thomas is een buurt van de gemeente Paradise in de Canadese provincie Newfoundland en Labrador. De plaats is gelegen aan de oevers van Conception Bay in het oosten van het eiland Newfoundland. Van 1977 tot 1992 was St. Thomas een zelfstandige gemeente.

## Geschiedenis
Rond 1810 vestigden de eerste twee huishoudens zich op de tot dan toe onbewoonde plaats ten westen van St. John's. De plaats ging bekendstaan als Horse Cove en doorheen de 19e eeuw groeide de bevolking vooral door immigratie geleidelijk verder aan. Zij die zich er in de 19e eeuw vestigden waren voornamelijk Ierse immigranten met daarnaast ook heel wat Newfoundlanders uit de onmiddellijke omgeving. In 1922 werd de plaats officieel hernoemd tot St. Thomas.
In 1951 bedroeg het inwoneraantal van St. Thomas 206. In 1976 telde de plaats reeds 461 inwoners en in het daaropvolgende jaar werd St. Thomas door de provincie erkend als een gemeente. In 1991 bereikte de gemeente een bevolkingsomvang van 763 inwoners.
In 1992 vond er een gemeentelijke herindeling plaats waarbij St. Thomas geannexeerd werd door de zuidelijke buurgemeente Paradise.

## Geografie
St. Thomas bevindt zich op het schiereiland Avalon in het zuidoosten van het eiland Newfoundland en maakt deel uit van de Metropoolregio St. John's. De plaats is gelegen in het noorden van de gemeente Paradise en grenst in het noordoosten aan Portugal Cove en in het oosten aan St. Philip's. Het stadscentrum van St. John's ligt 14 km naar het oosten toe.
De hoofdbaan van de plaats is provinciale route 50 die er bekendstaat onder de naam St. Thomas Line.